# 天下圖
天下圖（有时也叫天下全圖（谚文：천하전도）），是李氏朝鲜于17世纪所绘画的一幅世界地图。该地图主要是根据艾儒略的万国全图作为蓝本。地图具有道教的特色，並且把中国（当时是明代）画在地图的中央。